# Табунный
Табу́нный — посёлок в Морозовском районе Ростовской области.
Входит в состав Знаменского сельского поселения.

## История
В 1987 году указом Президиума Верховного Совета РСФСР посёлку второго Чертковского отделения совхоза «Россия» присвоено наименование Табунный.

## Население
| 2010 |
| ---- |
| 144  |

## Улицы
В посёлке имеется одна улица — Табунная.